# Гіорою (комуна)
Гіорою (рум. Ghioroiu) — комуна у повіті Вилча в Румунії. До складу комуни входять такі села (дані про населення за 2002 рік):
- Гіорою (874 особи) — адміністративний центр комуни
- Кезенешть (277 осіб)
- М'єря (95 осіб)
- Поєнарі (347 осіб)
- Херешть (305 осіб)
- Штірбешть (273 особи)

Комуна розташована на відстані 181 км на захід від Бухареста, 62 км на південний захід від Римніку-Вилчі, 40 км на північ від Крайови.

## Населення
За даними перепису населення 2002 року у комуні проживала 2171 особа.
Національний склад населення комуни:
| Національність | Кількість осіб | Відсоток |
| -------------- | -------------- | -------- |
| румуни         | 2169           | 99,9%    |
| українці       | 2              | 0,1%     |

Рідною мовою назвали:
| Мова       | Кількість осіб | Відсоток |
| ---------- | -------------- | -------- |
| румунська  | 2169           | 99,9%    |
| українська | 2              | 0,1%     |

Склад населення комуни за віросповіданням:
| Релігія       | Кількість осіб | Відсоток |
| ------------- | -------------- | -------- |
| православні   | 2153           | 99,2%    |
| п'ятдесятники | 9              | 0,4%     |
| адвентисти    | 8              | 0,4%     |
| реформати     | 1              | < 0,1%   |